# オズワルド・モリス
オズワルド・モリス（Oswald Norman Morris OBE, DFC, AFC, BSC, 1915年11月22日 - 2014年3月17日）は、イギリスの撮影監督。

## 来歴
イングランドのミドルセックス（現・ヒリンドン・ロンドン特別区）出身。第二次世界大戦中は空軍に所属、爆撃機と輸送機の搭乗員として参戦していた。
1964年から1966年まで英国アカデミー賞 撮影賞を3年連続で受賞（『女が愛情に渇くとき』、『丘』、『寒い国から帰ったスパイ』）したほか、1971年、『屋根の上のバイオリン弾き』で第44回アカデミー撮影賞を受賞した。ロナルド・ニームやジョン・ヒューストン作品の撮影が多い。
1998年、大英帝国勲章（OBE）を授与された。
2014年3月17日、ドーセットの自宅で死去。98歳没。

## 主なフィルモグラフィー
- 黄金の龍 Golden Salamander (1951)
- 砂漠の悪魔 The Adventurers (1951)
- 黒い傷 Circle of Danger (1951)
- 孤島の愛情 Saturday Island (1952)
- 赤い風車 Moulin Rouge (1952)
- かくて我が恋は終りぬ So Little Time (1952)
- 悪魔をやっつけろ Beat the Devil (1953)
- 砂漠の決闘 South of Algiers (1953)
- 騎士ブランメル Beau Brummell (1954)
- 白鯨 Moby Dick (1956)
- 武器よさらば A Farewell to Arms (1957)
- 寄席芸人 The Entertainer (1960)
- ハバナの男 Our Man in Havana (1960)
- ナバロンの要塞 The guns of Navarone (1961)
- ロリータ Lolita (1962)
- 女が愛情に渇くとき The Pumpkin Eater (1964)
- 人間の絆 Of Human Bondage (1965)
- ジャングル・モーゼ Mister Moses (1965)
- 湖愁 The Battle of the Villa Fiorita (1965)
- 丘 The Hill (1965)
- 寒い国から帰ったスパイ The Spy Who Came in from the Cold (1965)
- 禁じられた情事の森 Reflections in a Golden Eye (1967) クレジットなし
- オリバー! Oliver! (1968)
- チップス先生さようなら Goodbye, Mr. Chips (1969)
- クリスマス・キャロル Scrooge (1970)
- 屋根の上のバイオリン弾き Fiddler on the Roof (1971)
- 探偵スルース Sleuth (1972)
- レディ・カロライン Lady Caroline Lamb (1972)
- マッキントッシュの男 The Mackintosh Man (1973)
- 凄惨!狂血鬼ドラキュラ Dracula (1973)
- 007 黄金銃を持つ男 The Man with the Golden Gun (1974)
- オデッサ・ファイル The Odessa File (1974)
- 王になろうとした男 The Man Who Would Be King (1975)
- エクウス Equus (1976)
- シャーロック・ホームズの素敵な挑戦 The Seven-Per-Cent Solution (1976)
- ウィズ The Wiz (1978)
- マペットの大冒険/宝石泥棒をつかまえろ! The Great Muppet Caper (1981)
- ダーククリスタル The Dark Crystal (1982)